# Olle Mattson
Olle Mattson (17. november 1922 i Uddevalla – 3. august 2012) var en svensk børnebogsforfatter, manuskriptforfatter og sangskriver. Han studerede litteraturhistorie og nordiske sprog fra 1945 til 1948, og debuterede i 1953 med Vem hickar hos Nikodéns?
Forfatterskabet er blevet beskrevet som «bl.a. historiske romaner for børn og unge, som handler om at vokse op og klare sig under kummerlige vilkår», og handlingen foregår ofte i 1800-tallets Bohuslän: «Olle Mattson använde gärna det karga och vindpinade Bohuslän som spelplats i sina böcker, samtidigt som huvudpersonerna i hans berättelser ofta kämpade i hård motvind». Børneromanen Briggen Tre Liljor (1955, norsk 1956) blev filmet i 1963. Bøgerne om Taletten (Fem ljus för Talejten, 1967; og Talejten väntar i väst, 1975; begge på norsk 1980) handler om udvandringen til Amerika, med udgangspunkt i en koleraepidemien i Göteborg i 1866.
Kråkguldet (1970, norsk 1973) var baseret på hans eget manuskript fra 1969. Han skrev også manuskript til en svensk filmatisering af Synnøve Solbakken (1957).

## Filmmanuskripter
- 1974 – Rulle på Rullseröd (julekalender)
- 1973 – Ett köpmanshus i skärgården (TV-serie)
- 1973 – Bröd för dagen
- 1969 – Kråkguldet
- 1963 – Briggen Tre Liljor
- 1957 – Synnöve Solbakken

## Priser
- Nils Holgersson-plaketten 1956 for Briggen Tre Liljor
- Expressens Heffaklump 1975 for Talejten väntar i väst